# حي عدل (غليزان)
حي عدل من أكبر الأحياء السكنية حيث يتواجد شمال مدينة غليزان  حيث يضم أكثر من 750 وحدة سكنية والعديد من المحلات التجارية، دشن عام 2019م. 